# Lycodes sigmatoides
Lycodes sigmatoides är en fiskart som beskrevs av Lindberg och Krasyukova, 1975. Lycodes sigmatoides ingår i släktet Lycodes och familjen tånglakefiskar. Inga underarter finns listade i Catalogue of Life.